# Hrádok (přírodní rezervace)
Hrádok je přírodní rezervace v katastrálním území obce Lipovec v okrese Martin v Žilinském kraji na Slovensku. Území bylo vyhlášeno v roce 1976 a jeho rozloha je 6,75 hektaru. Předmětem ochrany jsou lesní společenstva se zachovalou dřevinnou skladbou, podmíněná výškovými a terénními rozdíly.